# Березів Яр
Бе́резів Яр —   село в Україні, у Лебединській міській громаді Сумського району Сумської області. Населення становить 12 осіб. До 2020 орган місцевого самоврядування — Московськобобрицька сільська рада.

## Географія
Село Березів Яр знаходиться на березі пересихаючого струмка, який через 16 км впадає в річку Псел. На відстані 2 км розташоване село Влізьки, за 3 км - село Лебединий Бобрик.

## Історія
12 червня 2020 року, відповідно до Розпорядження Кабінету Міністрів України № 723-р «Про визначення адміністративних центрів та затвердження територій територіальних громад Сумської області» увійшло до складу Лебединської міської територіальної громади.
19 липня 2020 року, після ліквідації Лебединського району, село увійшло до Сумського району.